# Saint-Genis-Pouilly
Saint-Genis-Pouilly es una comuna francesa del departamento de Ain, en la región de Auvernia-Ródano-Alpes. Es la cabecera y mayor población del cantón de su nombre. Pertenece a la comunidad de comunas del Pays de Gex.

## Geografía
Está ubicada entre la llanura del Lemán y el macizo del Jura. Está fronteriza con Suiza, a 16 km al oeste de Ginebra.

## Demografía
| 904 | 2 030 | 3 549 | 4 631 | 5 696 | 6 383 | 7 237 | 8 627 | 9 186 | 9 635 | 12 544 |
| Para los censos de 1962 a 1999 la población legal corresponde a la población sin duplicidades (Fuente: INSEE [Consultar]) |       |       |       |       |       |       |       |       |       |        |

## Ciencia
En esta ciudad se encuentra el Experimento ALICE, uno de los detectores del Gran Colisionador de Hadrones, operado por la Organización Europea para la Investigación Nuclear (conocida por las siglas CERN).